# صن تشونلان
صن تشونلان (في اللغة الصينية: 孙春兰) من مواليد 24 مايو 1950. سياسية صينية. وهي عضو في المكتب السياسي للحزب الشيوعي الصيني والنائب الثاني لرئيس الوزراء لجمهورية الصين الشعبية.
شغلت صن منصب رئيس الحزب في مدينة داليان الساحلية وسكرتير أول لاتحاد نقابات عمال عموم الصين. من عام 2009 إلى عام 2014، شغلت صن منصبين إقليميين بارزين، هما منصب سكرتير الحزب الشيوعي في كل من مقاطعة فوجيان، ثم في تيانجين، إحدى البلديات الأربع الخاضعة للإدارة المباشرة في الصين. جعلتها فترة ولايتها في فوجيان ثاني امرأة بمنصب رئيسة حزب على مستوى المقاطعات منذ تأسيس جمهورية الصين الشعبية في عام 1949 (المرأة الأولى هي وان شاوفن). بين عامي 2014 و2017، شغلت منصب رئيس قسم عمل الجبهة المتحدة في اللجنة المركزية للحزب الشيوعي الصيني.

## خلفية
ولدت صن في مايو 1950 في مقاطعة راويانغ في هيبي. بعد تخرجها بدرجة علمية في الميكانيك من أكاديمية انشان التقنية التكنولوجية في لياونينغ، عملت صن في مصنع انشان للساعات. هناك ارتقت بالعمل بشكل كبير إلى ان وصلت إلى عضوية فرع بالمصنع، الذي يدير عمليات المصنع. انضمت إلى الحزب الشيوعي الصيني في مايو 1973، خلال المراحل الأخيرة من الثورة الثقافية. ثم تم نقلها إلى مصنع أنشان للمنسوجات للعمل كمديرة. في عام 1988 أصبحت رئيسة الاتحاد النسائي في آنشان.
في عام 1990، تم نقل صن للعمل في الأجهزة التي تقدم تقاريرها مباشرة إلى قيادة الحزب الإقليمي، مما مهد الطريق لمزيد من التقدم الوظيفي. في عام 1994 أصبحت رئيسة الاتحاد النقابي الإقليمي، وبعد ذلك بعام حصلت على مقعد في اللجنة الدائمة للحزب الإقليمي في لياونينغ؛ كان تحقيق مثل هذا العمل الفذ في سن 45 أمرًا نادرًا. في عام 1997، تم تعيين صن نائبًا لرئيس حزب لياونينغ ورئيسًا لمدرسة الحزب الإقليمية. في عام 2001، غادر رئيس حزب مدينة داليان الساحلية الصاخبة المدينة ليصبح حاكم لياونينغ. ثم تم تأكيد تعيين صن كرئيسة لحزب داليان مع تأكيد أعضاء لجنة الحزب بالإجماع على ترشيحها. عملت في المنصب من 2001 إلى 2005، قبل نقلها إلى العمل في بكين. تم تعيين صن نائبًا لرئيس اتحاد نقابات العمال لعموم الصين في الدورة الثالثة للجنة التنفيذية الرابعة عشرة للاتحاد، ثم السكرتير الأول لأمانة الاتحاد في الدورة الثامنة لهيئة رئاسة الاتحاد الرابع عشر في ديسمبر 2005.

## أمين الحزب والقيادة الوطنية
في ديسمبر 2009، تم تعيين صن تشونلان كرئيسة للحزب في مقاطعة فوجيان،  وهي أول امرأة تتولى منصب سكرتير رفيع المستوى منذ وان شاوفين، التي كانت سكرتير الحزب في جيانغشي في الثمانينيات. المناصب القيادية في الحزب الإقليمي لها أهمية خاصة وهي من أقوى المناصب في البلاد؛ حيث صرحت صن أن «المنصب القوي» لم يكن نادرًا بالنسبة للمرأة فحسب، بل جعلها أيضًا في وضع جيد لمزيد من التقدم.
بعد مؤتمر الحزب الثامن عشر الذي عقد في نوفمبر 2012، أصبحت صن رئيس الحزب لبلدية تيانجين، أغنى ولاية قضائية على مستوى المقاطعات في الصين من خلال الناتج المحلي الإجمالي في ذلك الوقت، حيث شغلت المنصب الذي أخلاه تشانغ قاولي، الذي أصبح عضوًا في اللجنة الدائمة للمكتب السياسي. بصفتها سكرتير الحزب في تيانجين، انضمت صن إلى صفوف النخبة في المكتب السياسي للحزب الشيوعي الصيني كواحدة من امرأتين في المكتب (كانت الأخرى نائب رئيس مجلس الدولة ليو ياندونغ). بالإضافة إلى ذلك، أصبحت أول رئيسة حزب لبلدية خاضعة للإدارة المباشرة في تاريخ الحزب.
بعد التحقيق وإقالة مساعد هو جينتاو السابق لينغ جيهوا كرئيس لقسم عمل الجبهة المتحدة بالحزب الشيوعي، عُينت صن كرئيس للقسم في 31 ديسمبر 2014. كانت صن أول رئيس للجبهة المتحدة تشغل مقعدًا متزامنًا في المكتب السياسي منذ دينغ جوانجن. منذ أن صعدت صن إلى منصب رئيس الجبهة المتحدة، اتخذ شي جين بينغ إستراتيجية جديدة لعمل الجبهة المتحدة، لتوسيع نطاق إدارة عمل الجبهة المتحدة. في عام 2015، تم تعيين وانغ تشنغ وي، نائب رئيس المؤتمر الاستشاري السياسي للشعب الصيني، نائبا لرئيس القسم، لمساعدة صن، مما خلق وضعا فريدا حيث عقد اثنان من كبار قادة الجبهة المتحدة من قبل «نائب الزعيم الوطني» الأرقام المرتبة.
في مارس 2018، تم تعيين صن نائبًا لرئيس الوزراء لجمهورية الصين الشعبية.
صن عضو في المكتب السياسي التاسع عشر للحزب الشيوعي الصيني. كانت أيضًا عضوًا مناوبًا في اللجنتين المركزيتين الخامسة عشر والسادسة عشرة للحزب الشيوعي الصيني، وعضوًا كاملًا في اللجان المركزية 17 و18 و19 .
حصلت على وسام الألعاب الأولمبية الذهبية بعد دورة الألعاب الأولمبية الشتوية لعام 2022 لمسؤوليتها عن إدارة مكافحة كوفيد-19 للألعاب الأولمبية الشتوية.
في عام 2022، تم اختيار صن كواحدة من افضل 100 شخصية لمجلة التايم.